# Белогорское водохранилище
Белогорское водохранилище  (укр. Білогірське водосховище, крымскотат. Qarasuvbazar yapma gölü, Къарасувбазар япма голю) — одно из крупнейших водохранилищ Крыма. Обеспечивает орошение земель в долине реки Биюк-Карасу и питание Тайганского водохранилища. В настоящее время является одним из источников наполнения Северо-Крымского канала и используется для водоснабжения городов на юго-востоке Крыма. Расположено в Белогорском районе Крыма.
Наполнено в 1970 году для орошения сельскохозяйственных земель. Отделено от Тайганского водохранилища небольшим перешейком.
Рыба: карп, карась, щука, толстолобик, судак, окунь, плотва, лещ, голавль.

## Водоснабжение Восточного Крыма

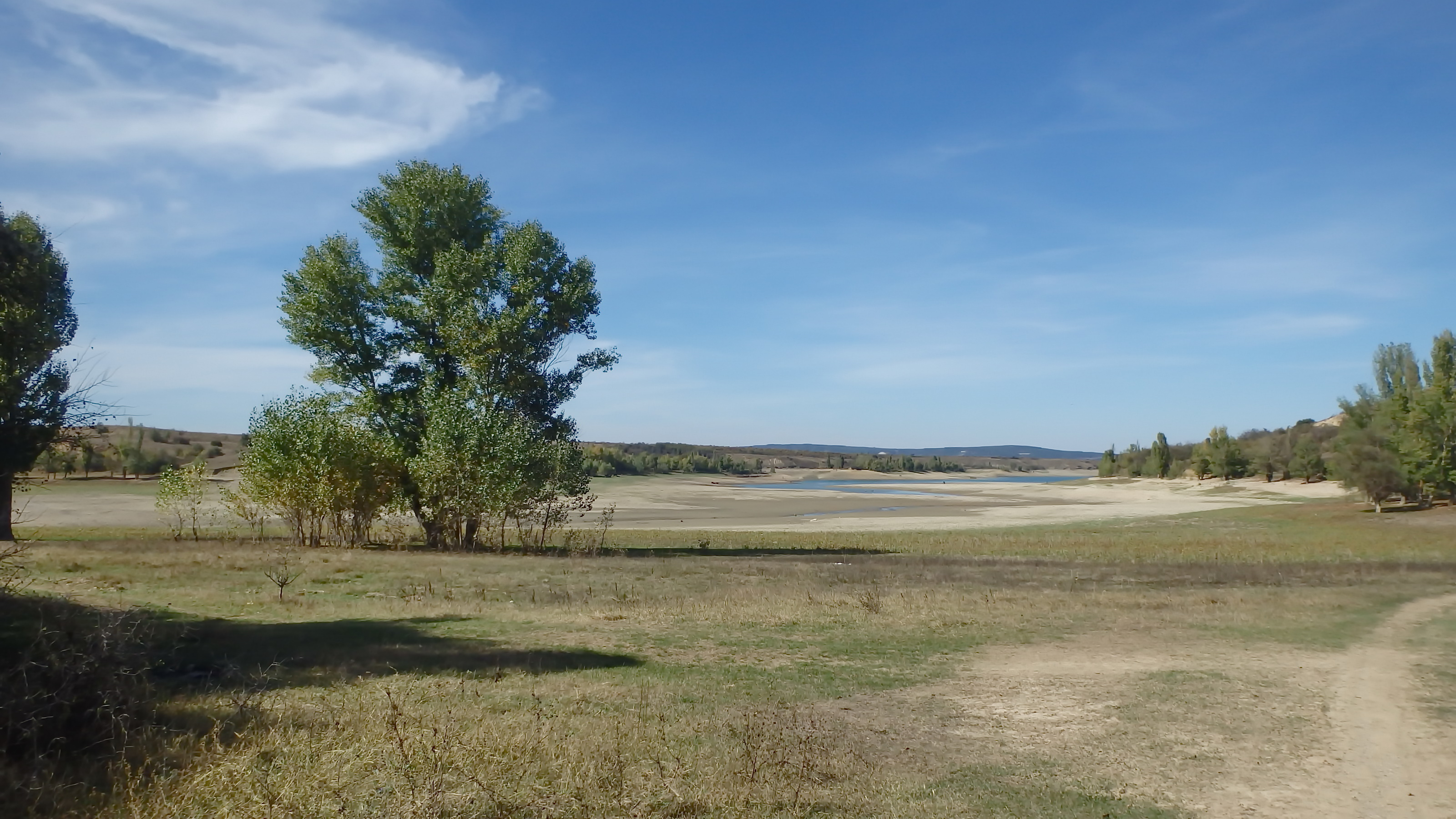
Пустая чаша водохранилища в межень

В 2014 году была выстроена схема переброски вод Белогорского и Тайганского водохранилища в Северо-Крымский канал, что позволило обеспечить водой Феодосию, Керчь и Судак до завершения строительства в 2016 году подземных водозаборов.
В январе-феврале 2015 года вода из Белогорского водохранилища использовалась для наполнения Новониколаевского водохранилища. В апреле — Феодосийского, при этом из Белогорского водохранилища в сутки поступало 300 тыс. м³, из Тайганского — 500 тыс. м³.
В начале февраля наполняемость составляла 12 млн м³. К 20 мая увеличилась до 18,0 млн м³.
Из-за отсутствия осадков в июле-сентябре 2015 года к октябрю наполнение сократилось до 4,1 млн м³ (18 %). Так называемый мертвый объём водохранилища составляет 1,8 млн м³.
В декабре 2015 года водохранилище сильно обмелело и в верховьях появилось русло реки Карасу.
В мае 2016 года «продуктивных запасов» в сравнении с предыдущим годом было меньше в три раза и была приостановлена подача воды на орошение.
В конце 2016 года полезные запасы отсутствовали, наполнение Северо-Крымского канала осуществлялось подземными водами и притоками бассейна реки Биюк-Карасу.
16 февраля 2018 года подача воды от Белогорского водохранилища составляла 2,9 м³/с.